# マルブツイースター
マルブツイースターは、日本の競走馬。勝ち鞍に2007年の小倉2歳ステークス。馬名の由来は冠名「マルブツ」に母名の一部。

## 戦績

### 2歳
2007年7月22日に小倉競馬場で行われた2歳新馬戦で武豊騎手が騎乗してデビューするも、単勝1.2倍の1番人気で2着だった。8月4日に同じく小倉競馬場で行われた2歳未勝利戦で和田竜二騎手に乗り替わって勝利し、デビュー2戦目で初勝利を挙げる。初の重賞となった小倉2歳ステークスでは、5番人気で勝利し重賞初勝利を挙げた。しかし続くデイリー杯2歳ステークスでは、直線で抜け出そうとするところで進路を妨害され、11着に敗れた。さらに続く福島2歳ステークスで57キロの厳しい斤量を背負うことになり、5着に敗れた。

### 3歳
2008年はクロッカスステークスに岩田康誠騎乗で出走し、見事に勝利を収めた。しかし続くファルコンステークスでは2着だった。次はNHKマイルカップを目標に調整されていたが、4月30日に右飛節フレグモーネを発症していることが判明し、同レースを回避して放牧に出されることになった。放牧明け初戦のバーテンバーテンカップでは2番人気に支持されたが、7着。続く初の古馬との対戦となったアイビスサマーダッシュでは9着に敗れる。その後、北九州記念に出走したが15着、続くセントウルステークスでは13着と大敗した。

### 4歳
休養を終えて2009年4月12日の春雷ステークスで復帰したが見せ場なく12着と大敗した。その後、初のダート戦となった5月17日の栗東ステークスでは中団からレースを進めるも直線で失速して13着と大敗した。続く6月28日のバーデンバーデンカップでは好スタートから逃げるものの直線で後退して9着に敗れた。続く7月19日のアイビスサマーダッシュでは11着と大敗した。休養を挟んで、12月27日のファイナルステークスに出走、先行集団でレースを進めたが直線で失速し人気通りの12着に惨敗した。

### 5歳
2010年1月11日の淀短距離ステークスに出走。後方から追い上げるも6着に敗れた。続くバレンタインステークスでも見せ場なく12着と大敗した。5ヶ月の休養を挟んで7月4日の米子ステークスに出走したがいいところなく12着と大敗した。7月18日のアイビスサマーダッシュでは16番人気と低評価だったが3着と好走した。8月15日の北九州記念では好位追走も直線で馬群に沈み14着と惨敗を喫した。休養を挟んで12月26日の2010アンコールステークスでは先行するものの直線で失速して13着と大敗した。

### 6歳
2011年1月15日の大和ステークスでは3・4番手を追走するも直線で伸び切れず8着に敗れた。杉浦宏昭厩舎に転厩し、休養後出走した5月1日のアハルテケステークスではスタート直後に躓いてしまい14着。その後、7月17日のアイビスサマーダッシュに出走予定だったが、馬場入場後に故障を発症し競走除外となった。8月14日の北九州記念では見せ場なく15着と大敗した。8月24日付けで競走馬登録を抹消、アスコットファームで乗馬となる。

## 競走成績
| 年月日 | 年月日 | 年月日 | 競馬場 | 競走名            | 格     | 頭数 | オッズ （人気） | オッズ （人気） | 着順 | 騎手       | 斤量 | 距離（馬場）  | タイム （上り3F） | タイム 差 | 勝ち馬/（2着馬）     |
| 2007   | 7.     | 17     | 小倉   | 2歳新馬           |        | 10   | 1.2             | （1人）         | 2着  | 武豊       | 54   | 芝1200m（稍） | 1:10.2 (35.5)     | 0.2       | エーシンプリリード   |
|        | 8.     | 4      | 小倉   | 2歳未勝利         |        | 10   | 1.4             | （1人）         | 1着  | 和田竜二   | 54   | 芝1000m（良） | 0:57.2 (34.9)     | -0.8      | （ピエナポパイ）     |
|        | 9.     | 2      | 小倉   | 小倉2歳S          | JpnIII | 12   | 7.6             | （5人）         | 1着  | 和田竜二   | 54   | 芝1200m（良） | 1:09.3 (35.4)     | -0.3      | （ミリオンウェーブ） |
|        | 10.    | 13     | 阪神   | デイリー杯2歳S    | JpnII  | 13   | 7.9             | （4人）         | 11着 | 和田竜二   | 55   | 芝1600m（良） | 1:36.7 (35.1)     | 1.1       | キャプテントゥーレ   |
|        | 11.    | 4      | 福島   | 福島2歳S          | OP     | 14   | 3.7             | （2人）         | 5着  | 和田竜二   | 57   | 芝1200m（良） | 1:11.0 (37.0)     | 0.5       | スマートギャング     |
| 2008   | 2.     | 2      | 東京   | クロッカスS       | OP     | 12   | 15.0            | （6人）         | 1着  | 岩田康誠   | 57   | 芝1400m（良） | 1:21.3 (34.0)     | -0.4      | （ダイワマックワン） |
|        | 3.     | 15     | 中京   | ファルコンS       | JpnIII | 18   | 3.7             | （2人）         | 2着  | 岩田康誠   | 57   | 芝1200m（良） | 1:09.2 (34.9)     | 0.2       | ダノンゴーゴー       |
|        | 6.     | 29     | 福島   | バーデンバーデンC | OP     | 12   | 4.7             | （2人）         | 7着  | 中舘英二   | 53   | 芝1200m（重） | 1:11.3 (36.5)     | 1.1       | アポロドルチェ       |
|        | 7.     | 20     | 新潟   | アイビスSD        | JpnIII | 18   | 9.2             | （4人）         | 9着  | 中舘英二   | 53   | 芝1000m（良） | 0:54.6 (32.6)     | 0.4       | カノヤザクラ         |
|        | 8.     | 17     | 小倉   | 北九州記念        | JpnIII | 18   | 13.4            | （5人）         | 15着 | 浜中俊     | 53   | 芝1200m（稍） | 1:09.0 (35.2)     | 1.5       | スリープレスナイト   |
|        | 9.     | 14     | 阪神   | セントウルS       | GII    | 16   | 110.9           | （14人）        | 13着 | 和田竜二   | 55   | 芝1200m（良） | 1:08.4 (34.9)     | 1.1       | カノヤザクラ         |
| 2009   | 4.     | 12     | 中山   | 春雷S             | OP     | 13   | 23.5            | （10人）        | 12着 | 三浦皇成   | 57   | 芝1200m（良） | 1:09.7 (34.9)     | 1.5       | アポロフェニックス   |
|        | 5.     | 17     | 京都   | 栗東S             | OP     | 16   | 62.3            | （15人）        | 13着 | 角田晃一   | 54   | ダ1200m（稍） | 1:10.7 (35.4)     | 1.3       | ミリオンディスク     |
|        | 6.     | 28     | 福島   | バーデンバーデンC | OP     | 16   | 64.5            | （13人）        | 9着  | 村田一誠   | 54   | 芝1200m（良） | 1:09.1 (35.8)     | 0.4       | シャウトライン       |
|        | 7.     | 19     | 新潟   | アイビスSD        | GIII   | 18   | 81.9            | （14人）        | 11着 | 村田一誠   | 56   | 芝1000m（重） | 0:57.3 (34.9)     | 1.1       | カノヤザクラ         |
|        | 12.    | 27     | 阪神   | ファイナルS       | OP     | 13   | 124.7           | （12人）        | 12着 | 安部幸夫   | 53   | 芝1600m（良） | 1:34.9 (36.0)     | 1.6       | エーシンフォワード   |
| 2010   | 1.     | 11     | 京都   | 淀短距離S         | OP     | 16   | 124.7           | （12人）        | 12着 | 岩田康誠   | 55   | 芝1200m（良） | 1:08.2 (33.3)     | 0.6       | エイシンタイガー     |
|        | 2.     | 13     | 東京   | バレンタインS     | OP     | 16   | 23.4            | （10人）        | 12着 | 柴田善臣   | 53   | 芝1400m（稍） | 1:23.4 (35.6)     | 1.3       | ゲイルスパーキー     |
|        | 7.     | 4      | 阪神   | 米子S             | OP     | 18   | 146.3           | （18人）        | 12着 | 村田一誠   | 52   | 芝1600m（良） | 1:34.8 (35.8)     | 1.0       | タマモナイスプレイ   |
|        | 7.     | 18     | 新潟   | アイビスSD        | GIII   | 18   | 47.4            | （16人）        | 3着  | 柴田善臣   | 56   | 芝1000m（良） | 0:54.2 (32.2)     | 0.3       | ケイティラブ         |
|        | 8.     | 15     | 小倉   | 北九州記念        | GIII   | 18   | 30.4            | （12人）        | 14着 | 赤木高太郎 | 53   | 芝1200m（良） | 1:08.3 (35.7)     | 1.2       | メリッサ             |
|        | 12.    | 26     | 小倉   | アンコールS       | OP     | 18   | 81.4            | （14人）        | 13着 | 西田雄一郎 | 53   | 芝1200m（良） | 1:09.0 (36.1)     | 0.9       | サンダルフォン       |
| 2011   | 1.     | 15     | 京都   | 大和S             | OP     | 16   | 179.3           | （13人）        | 8着  | 国分恭介   | 55   | ダ1400m（良） | 1:25.0 (37.1)     | 1.0       | ダノンカモン         |
|        | 5.     | 1      | 東京   | アハルテケS       | OP     | 16   | 398.9           | （16人）        | 14着 | 小林淳一   | 55   | ダ1400m（良） | 1:25.7 (36.7)     | 1.8       | ブライトアイザック   |
|        | 7.     | 17     | 新潟   | アイビスSD        | GIII   | 15   |                 |                 | 除外 | 蛯名正義   | 56   | 芝1000m（良） |                   |           | エーシンヴァーゴウ   |
|        | 8.     | 14     | 小倉   | 北九州記念        | GIII   | 16   | 123.6           | （14人）        | 15着 | 赤木高太郎 | 52   | 芝1200m（良） | 1:09.1 (34.9)     | 1.9       | トウカイミステリー   |

## 血統表
| マルブツイースターの血統（テスコボーイ系 / Northern Dancer 4×4=12.50%、Raise a Native 5×5=6.25%（母内）） | マルブツイースターの血統（テスコボーイ系 / Northern Dancer 4×4=12.50%、Raise a Native 5×5=6.25%（母内）） | マルブツイースターの血統（テスコボーイ系 / Northern Dancer 4×4=12.50%、Raise a Native 5×5=6.25%（母内）） | （血統表の出典）    | （血統表の出典） |
| 父 サクラバクシンオー 1989 鹿毛                                                                           | 父の父サクラユタカオー 1982 栗毛                                                                          | *Tesco Boy                                                                                                | Princely Gift       | Princely Gift    |
| 父 サクラバクシンオー 1989 鹿毛                                                                           | 父の父サクラユタカオー 1982 栗毛                                                                          | *Tesco Boy                                                                                                | Sun Court           |                  |
| 父 サクラバクシンオー 1989 鹿毛                                                                           | 父の父サクラユタカオー 1982 栗毛                                                                          | アンジェリカ                                                                                              | *Never Beat         | *Never Beat      |
| 父 サクラバクシンオー 1989 鹿毛                                                                           | 父の父サクラユタカオー 1982 栗毛                                                                          | アンジェリカ                                                                                              | スターハイネス      |                  |
| 父 サクラバクシンオー 1989 鹿毛                                                                           | 父の母サクラハゴロモ 1984 鹿毛                                                                            | *ノーザンテースト                                                                                         | Northern Dancer     | Northern Dancer  |
| 父 サクラバクシンオー 1989 鹿毛                                                                           | 父の母サクラハゴロモ 1984 鹿毛                                                                            | *ノーザンテースト                                                                                         | Lady Victoria       |                  |
| 父 サクラバクシンオー 1989 鹿毛                                                                           | 父の母サクラハゴロモ 1984 鹿毛                                                                            | *クリアアンバー                                                                                           | Ambiopoise          | Ambiopoise       |
| 父 サクラバクシンオー 1989 鹿毛                                                                           | 父の母サクラハゴロモ 1984 鹿毛                                                                            | *クリアアンバー                                                                                           | One Clear Call      |                  |
| 母 ミスイースター 1998 黒鹿毛                                                                             | 母の父*ウォーニング Warning 1985 鹿毛                                                                     | Known Fact                                                                                                | In Reality          | In Reality       |
| 母 ミスイースター 1998 黒鹿毛                                                                             | 母の父*ウォーニング Warning 1985 鹿毛                                                                     | Known Fact                                                                                                | Tamerett            |                  |
| 母 ミスイースター 1998 黒鹿毛                                                                             | 母の父*ウォーニング Warning 1985 鹿毛                                                                     | Slightly Dangerous                                                                                        | Roberto             | Roberto          |
| 母 ミスイースター 1998 黒鹿毛                                                                             | 母の父*ウォーニング Warning 1985 鹿毛                                                                     | Slightly Dangerous                                                                                        | Where You Lead      |                  |
| 母 ミスイースター 1998 黒鹿毛                                                                             | 母の母*イングリッシュホーマー English Humour 1985 鹿毛                                                    | Conquistador Cielo                                                                                        | Mr. Prospector      | Mr. Prospector   |
| 母 ミスイースター 1998 黒鹿毛                                                                             | 母の母*イングリッシュホーマー English Humour 1985 鹿毛                                                    | Conquistador Cielo                                                                                        | K D Princess        |                  |
| 母 ミスイースター 1998 黒鹿毛                                                                             | 母の母*イングリッシュホーマー English Humour 1985 鹿毛                                                    | Fiddlesticks                                                                                              | Northern Dancer     | Northern Dancer  |
| 母 ミスイースター 1998 黒鹿毛                                                                             | 母の母*イングリッシュホーマー English Humour 1985 鹿毛                                                    | Fiddlesticks                                                                                              | Discipline F-No.8-h |                  |